# Eero Markkanen
Eero Pekka Sakari Markkanen (Jyväskylä, Finlandia, 3 de julio de 1991) es un futbolista finlandés que juega en la posición de delantero en el PK-35 de la Ykkösliiga.
Es hermano del jugador profesional de baloncesto, Lauri Markkanen.

## Clubes
| Club                       | País           | Año           |
| -------------------------- | -------------- | ------------- |
| Vihtavuoren Pamaus         | Finlandia      | 2010-2012     |
| JJK Jyväskylä              | Finlandia      | 2012-2013     |
| HJK Helsinki (cedido)      | Finlandia      | 2013          |
| AIK Estocolmo              | Suecia         | 2014          |
| Real Madrid Castilla C. F. | España         | 2014-2015     |
| RoPS Rovaniemi             | Finlandia      | 2015          |
| AIK Estocolmo              | Suecia         | 2016-2017     |
| Dinamo Dresde (cedido)     | Alemania       | 2017          |
| Randers F. C. (cedido)     | Dinamarca      | 2018          |
| Dalkurd FF                 | Suecia         | 2018          |
| PSM Makassar               | Indonesia      | 2019          |
| FC Haka                    | Finlandia      | 2020          |
| Orange County S. C.        | Estados Unidos | 2021          |
| HIFK Helsinki              | Finlandia      | 2022          |
| IF Gnistan                 | Finlandia      | 2023          |
| PK-35                      | Finlandia      | 2024-presente |

## Palmarés

### Títulos nacionales
| Título          | Club         | País      | Año  |
| --------------- | ------------ | --------- | ---- |
| Veikkausliiga   | HJK Helsinki | Finlandia | 2013 |
| Piala Indonesia | PSM Makassar | Indonesia | 2019 |